# Accelerando
Accelerando è un romanzo di fantascienza del 2005 dell'autore britannico Charles Stross. È stato pubblicato dall'autore anche con licenza Creative Commons.
Il romanzo è costituito da nove racconti incentrati sulla vita di tre generazioni di una famiglia altamente disfunzionale prima, durante e dopo il verificarsi di una singolarità tecnologica. Tra il 2001 e il 2004, prima della pubblicazione sotto forma di romanzo, ogni capitolo del libro è stato pubblicato separatamente, sotto forma di racconto, sulla rivista Asimov's Science Fiction.
Il titolo del romanzo, Accelerando, deriva dal termine italiano per indicare l'aumento della velocità. Si riferisce al tasso di cambiamento che l'umanità in generale e i personaggi del romanzo affrontano avvicinandosi alla singolarità.
Secondo quanto affermato dallo stesso Stross, l'ispirazione iniziale per le storie deriva dalla sua esperienza di lavoro come programmatore per una compagnia della new economy nel 1999.
Un sequel intitolato Glasshouse, ambientato nello stesso universo di Accelerando, è stato pubblicato nel giugno 2006.

## Trama
Le prime tre storie seguono il personaggio del "broker memetico" Manfred Macx partendo dall'inizio del XXI secolo, le tre storie centrali seguono sua figlia Amber e le tre finali sono focalizzate in gran parte su suo figlio Siran in un mondo totalmente trasformato verso la fine del secolo.

## Personaggi
- Manfred Macx: broker memetico e "professionista d'altruismo" con un elevato fattore Whuffie.
- Aineko: gatto robotico di Manfred, incrementalmente intelligente.
- Le Aragoste: vettore di stato del sistema nervoso senziente originato da un gruppo di Panulirus interruptus, le aragoste spinate californiane.
- Bob Franklin: investitore milionario; progenitore del borganismo Collettivo Franklin.
- Annette Dimarcos: agente freelance per conto della CIA ed impiegata dell'Arianespace; seconda moglie di Manfred.
- Pamela: Agente del Internal Revenue Service (il fisco statunitense) e partner di Manfred, in seguito sua prima moglie.
- Gianni Vittoria: ex Ministro dell'economia italiano, in seguito ministro per gli affari transumani, economista ed ex membro del Partito Comunista Italiano.
- Amber Macx: Regina dell'Impero dell'Anello Interno, nonché figlia di Manfred e Pamela.
- Sadeq Khurasani: imam musulmano, ingegnere e membro d'equipaggio della Field Circus.
- I Wunch: costrutti virtuali alieni predatori inseriti nel router in orbita attorno a Hyundai +4904/-56.
- La lumaca: corporazione aliena senziente proveniente dal router.
- Sirhan al-Khurasani: figlio di Amber e Sadeq.
- Vile progenie: termine dispregiativo per indicare le intelligenze debolmente divine postumane abitanti del sistema interno, che per raggiungere l'efficienza necessaria a competere nell'Economia 2.0 si sono ridotte a puri meccanismi.

## Allusioni/riferimenti alla scienza contemporanea
- Gangli stomatogastrici delle aragoste (STG)[1][2][3][4]
- Cemento trattato con gomma, pag 18[5]
- Il paradosso di Fermi è, secondo Stross, un problema di larghezza di banda. Una volta superato un certo grado di evoluzione le entità post umane hanno a disposizione una tale quantità di informazioni e di possibilità di interscambio che allontanarsi dal sistema di origine per intraprendere un viaggio interstellare equivarrebbe a rinunciare a gran parte delle proprie capacità
- Viene menzionato il futurologo Hans Moravec
- Vettore di stato quantico, p. 12
- Problema conformazionale del nanoassemblaggio, p. 20[6]

## Premi e candidature
- Il libro ha vinto nel 2006 il Premio Locus come miglior romanzo di fantascienza.
- Il libro è stato inoltre candidato per:
  - Il Premio BSFA 2005
  - Il Premio Hugo come miglior romanzo del 2006
  - Il Premio Arthur C. Clarke 2006
- Nel giugno 2001, il racconto originale "Lobsters" (Aragoste) è stato candidato per:
  - Il Premio Hugo 2002 come miglior racconto breve
  - Il Premio Nebula come miglior racconto breve
  - In corsa per il Premio Theodore Sturgeon
- Nel giugno 2002, il racconto originale "Halo" (Alone) è stato candidato per:
  - Il Premio Hugo 2003 come miglior romanzo breve
  - Il Premio Theodore Sturgeon
- Nel settembre 2002, il racconto originale "Router" (Router) è stato candidato per:
  - Il Premio BSFA 2003
- Nell'aprile 2003, il racconto originale "Nightfall" (Notturno) è stato candidato per:
  - Premio Hugo 2004 come miglior racconto breve
- Nel settembre 2004, il racconto originale "Elector" (Elettore) è stato candidato per:
  - Il Premio Hugo 2005 come migliore romanzo breve

### Versioni online
L'intero romanzo è stato diffuso online sotto licenza Creative Commons (CC-by-nc-nd) ed è disponibile in inglese.

## Edizioni
- Charles Stross, Accelerando, Orbit Books, 2005,  p. 400, ISBN 0-441-01284-1.
- Charles Stross, Accelerando, traduzione di Salvatore Proietti e Flora Staglianò, collana Nuova Galassia, Armenia Edizioni, 2007,  p. 413, ISBN 978-88-344-2010-2.